# Pîrohivka, Vinkivți
Pîrohivka (în ucraineană Пирогівка) este un sat în comuna Petrașivka din raionul Vinkivți, regiunea Hmelnîțkîi, Ucraina.

## Demografie
Componența lingvistică a localității Pîrohivka
     Ucraineană (99,72%)
     Alte limbi (0,28%)
Conform recensământului din 2001, majoritatea populației localității Pîrohivka era vorbitoare de ucraineană (99,72%), existând în minoritate și vorbitori de alte limbi.